# Orthosia pacifica
Orthosia pacifica är en fjärilsart som beskrevs av Harvey 1874. Arten ingår i släktet Orthosia och familjen nattflyn.
Arten förekommer utmed Nordamerikas Stillahavskust, från södra British Columbia till Kalifornien, nästan så långt söderut som till Mexikanska gränsen. Utöver detta förekommer den även sparsamt i norra Sierra Nevada.
Larven är slät och grön med många små vita prickar. Den har en tunn vit linje på sidan och ett brett vitt band i bakänden. Som imago är den fläckigt ljust ockrabrun till orangebrun. Den är medelstor och mäter 17-20 mm.
Larven är en generalist och lever på olika lövträd men föredrar ek av släktet Quercus, brakvedsväxter av släktet Ceanothus och smultronträdssläktet. Som imago flyger den om våren och har insamlats så tidigt som tidig mars till mitten av maj. Den är nattaktiv och söker sig till ljus.